# Bill Lee (hudebník)
Bill Lee, rodným jménem William James Edwards Lee III, (23. července 1928 Snow Hill, Alabama – 24. května 2023 New York) byl americký kontrabasista, baskytarista a hudební skladatel. Pocházel z hudební rodiny a svou kariéru zahájil koncem čtyřicátých let. Věnoval se jazzové hudbě, ale jeho hlavní činností byla práce studiového hudebníka a nahrával tak i s hudebníky jiných žánrů. Věnoval se také skládání scénické hudby a je autorem několika oper. Během své kariéry spolupracoval s mnoha hudebníky, mezi které patří například Pat Martino, Harold Mabern, Richard Davis nebo Johnny Griffin. Jeho synem je filmový režisér a herec Spike Lee.